# Џо Сатријани
Џозеф Сатријани (рођен 15. јула 1956) познатији као Џо је амерички инструментални рок гитариста. У раном почетку своје музичке каријере, Џо почиње са давањем часова гитаре и многи од његових тадашњих ученика су сада познате звијезде међу којима су и Стив Ваи, Кирк Хамет, Рик Рунолт, Енди Тимонс и други. После каријере инструктора, Џо има успјешну соло каријеру због које је номинован петнаест пута за Греми награду и са више од 10 милиона проданих албума он постаје најпродаванији рок гитариста на свијету.

## Каријера
Године 1988. Сатријани постаје главни гитариста на самосталној турнеји Мика Џегера. Придружио се 1993. године xард рок групи Дип перпл као гитариста због одласка Ричија Блекмора, једног од оснивача групе. Сарађивао је са гитаристима током Г3 турнеје коју је сам основао 1995. 
Први бенд у ком почиње свирати је Скуарес а касније је позван да се придружи Грег Кихн Бенду који му помаже да исплати своје дугове у вези свог првог албума Not of This Earth.
Учествује као пратећи вокал на албуму Кровдед Хаусеа. 1992 издаје The Extremist, свој најуспјешнији комерцијално успјешни албум. Такође је заслужан за многе друге албуме.

## Детињство и младост
Џо Сатриани је рођен у Вестберију у Њујорку и италијанског је поријекла. Родитељи његовог оца су родом из Пиацензе и Бобија док су родитељи његове мајке родом из Барија. Жељу да свира гитару добија са 14 година након што је чуо за смрт Џими Хендрикса. Те вијести је чуо на фудбалској пракси и тада говори тренеру да прекида са тим јер жели постати гитариста. 